# 柴田猛 (ゴルファー)
柴田 猛（しばた たける、1952年4月23日 - ）は、愛知県出身のプロゴルファー。

## 来歴
1977年にプロ入り。
1979年の中部オープンでは2日目には69をマークして4位タイ、3日目に2位に着け、最終日には松岡金市とのプレーオフの末に2位 であった。
1980年のフジサンケイクラシックでは初日を波多野修・島田幸作・中村通・謝敏男（中華民国）・橘田規・鷹巣南雄・尾崎将司と並んでの10位タイでスタートし、最終日には杉原輝雄・何明忠（中華民国）、ミヤ・アエ（ビルマ）と並んでの9位タイに入った。
1980年の中部オープンでは初日を好調なショットでボギーなしの8バーディー、64のコースレコードで首位に立ったが、2日目には75を叩いて4位に後退し、最終日には5位に入った。
1982年のデサントカップ北国オープンでは3日目、最終日共に68をマークし、新井規矩雄・中嶋常幸・鈴木豊・中村・藤木三郎・尾崎健夫に次ぐ7位に入った。
1986年には中部オープンで出口栄太郎・松井角次・伊藤正己に次ぐ4位タイ、1987年のペプシ宇部では陳志明（中華民国）・牧野裕・飯合肇・金井清一・石井昇・中嶋と並んでの7位に入った。
1988年にはNST新潟オープンで室田淳・海老原清治・倉本昌弘・稲垣太成と並んでの6位タイに入り、広島オープンでは3日目の17番パー3でホールインワンを記録。
1988年のジーン・サラゼン ジュンクラシックではグレッグ・ノーマン（オーストラリア）、稲垣・青木功・中村忠夫と並んでの7位タイ、1989年のダイワKBCオーガスタでは木村政信・植田浩史・青木・鈴木弘一と並んでの8位タイに入った。
1990年には関西プロで大山雄三・中村と並んで井戸木鴻樹の2位タイ、日本プロでは入野太、グラハム・マーシュ（オーストラリア）、上野忠美・安田春雄・甲斐俊光・大山・小林富士夫と並んでの10位タイ、中部オープンでは中村彰男・塩田昌宏・上西紘暉と並んでの6位タイに入った。
1991年にはJCBクラシック仙台で中村・加瀬秀樹・浜野治光・東聡と並んでの9位タイ、中部オープンでは中村彰の2位タイに入った。
2002年には中部オープンで初優勝し、日本プロシニアで陳志明（中華民国）・中村彰に次ぐ3位に入った。
2003年には日本シニアオープンで高橋勝成・中村に次ぐ3位に入り、2004年にはキョーエイ産業鷹の巣シニアで2日間共に68をマークして2勝目を挙げる。
2004年にはキャッスルヒルオープンで山本善隆と並んでの9位タイ、アデランスウェルネスオープンで尾崎健・福沢孝秋・三好隆と並んでの3位タイ、ファンケルクラシックで中村彰・福沢・藤池昇龍と並んでの3位タイ、日本プロシニアでは井上久雄・謝敏と並んでの6位タイに入った。
2005年には清里シニアオープン10位タイに入り、14年ぶりのツアー出場となった2007年の日本オープンを最後にレギュラーツアーから引退。

## 主な優勝
- 2002年 - 中部オープン
- 2004年 - キョーエイ産業 鷹の巣シニアオープン